# Portrait d'Hélène Fourment
Le Portrait d'Hélène Fourment est une peinture de Pierre Paul Rubens, réalisée en Flandre entre 1630 et 1632. Le tableau monumental, aux dimensions inhabituelles de 186 × 85 cm, est un portrait en pied de la seconde épouse du peintre flamand et est l'un des nombreux tableaux dans lesquels Rubens représente Hélène. La toile est conservée et exposée au Portugal, à Lisbonne, au Musée Calouste-Gulbenkian.

## Description
En 1630, Rubens épouse Hélène Fourment, fille d'un riche marchand anversois qui faisait commerce de soieries et de tapis. Hélène devient alors la seconde épouse du peintre, trente-six ans plus jeune que son mari.

## Voir également
- Hélène Fourment au carrosse,
- Hélène Fourment et deux de ses enfants,
- Hélène Fourment sortant du bain,
- Hélène Fourment et son fils Frans.

## Autres portraits d'Hélène Fourment

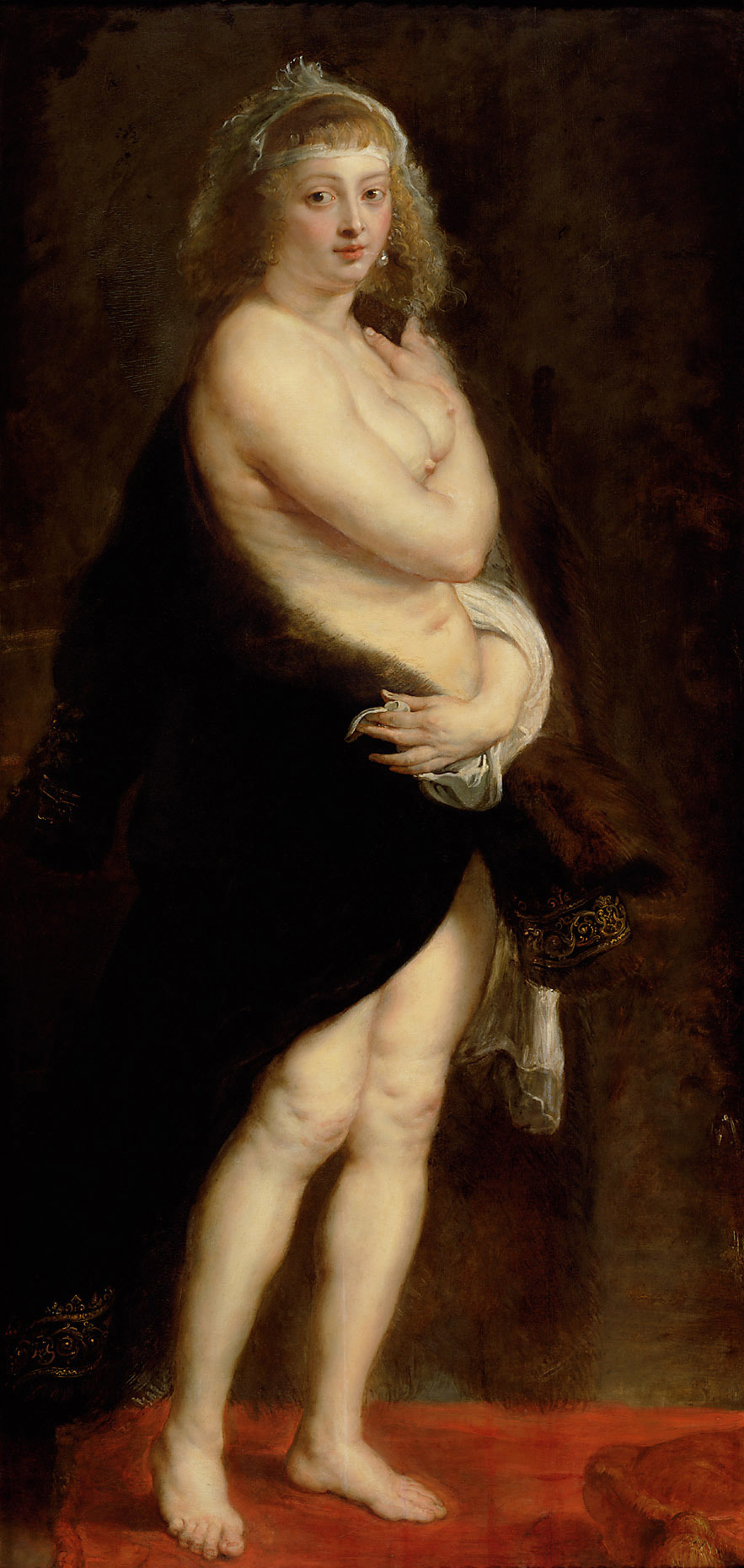
Kunsthistorisches Museum, Vienne.
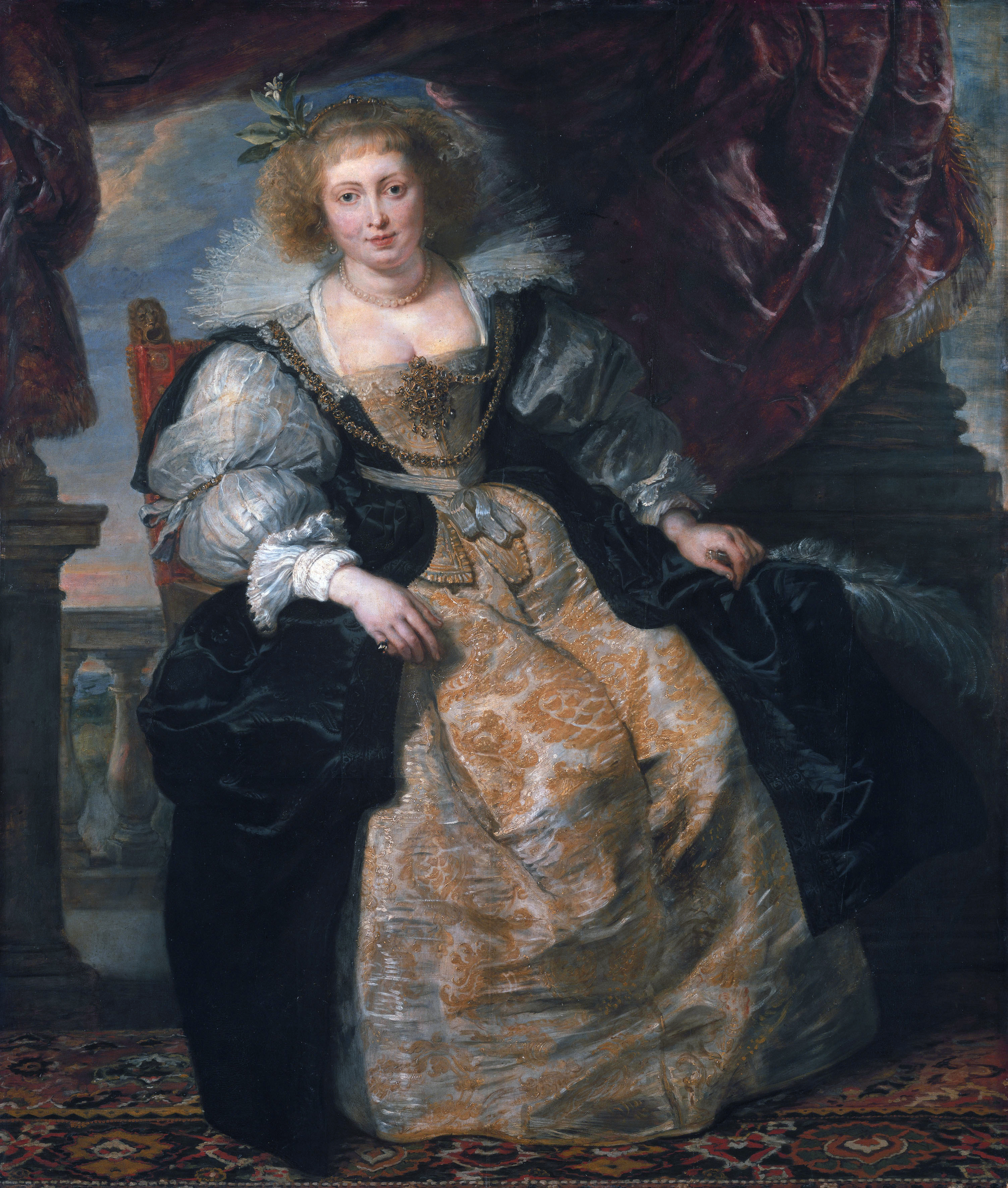
Alte Pinakothek, Munich.
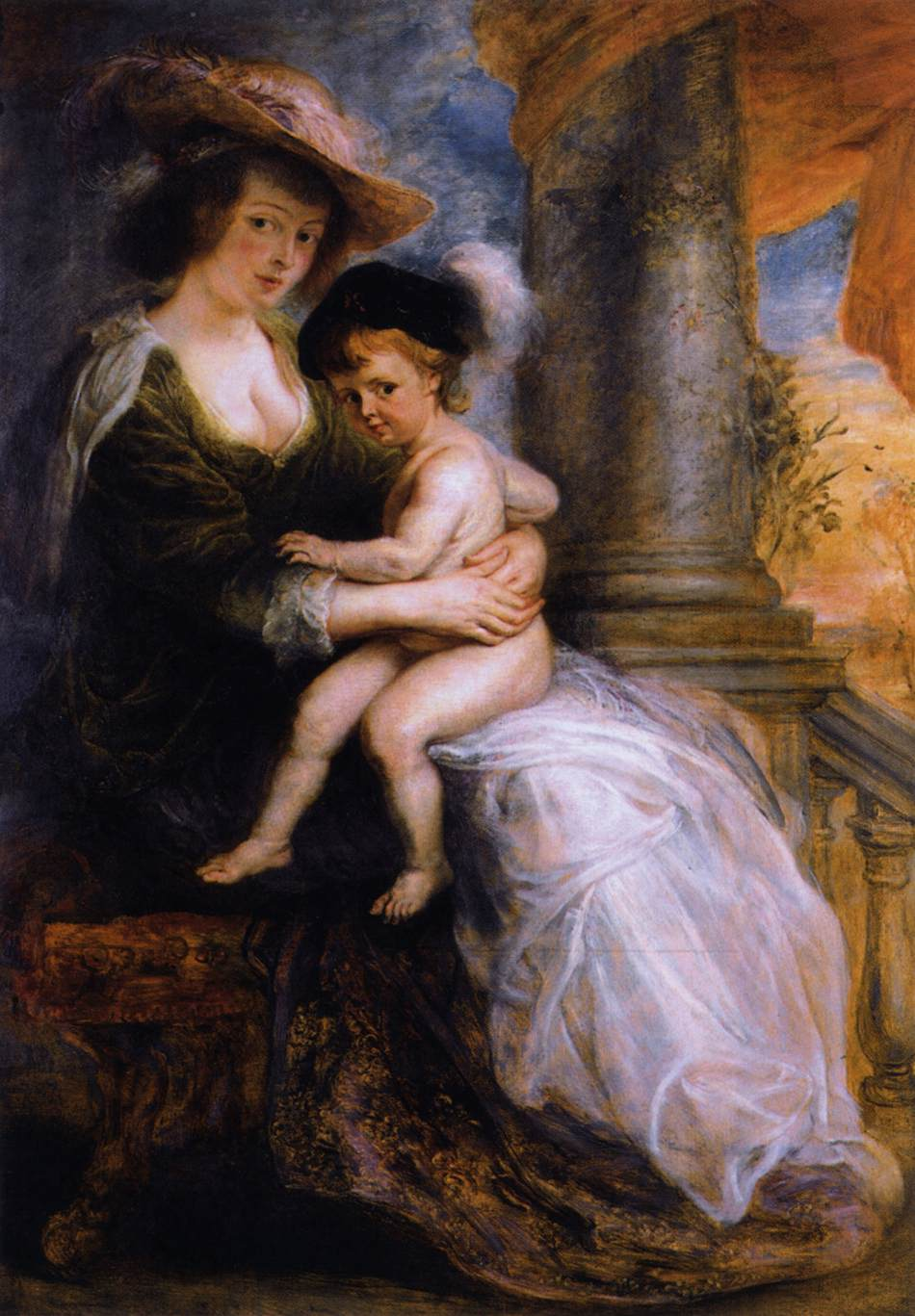
Alte Pinakothek, Munich.
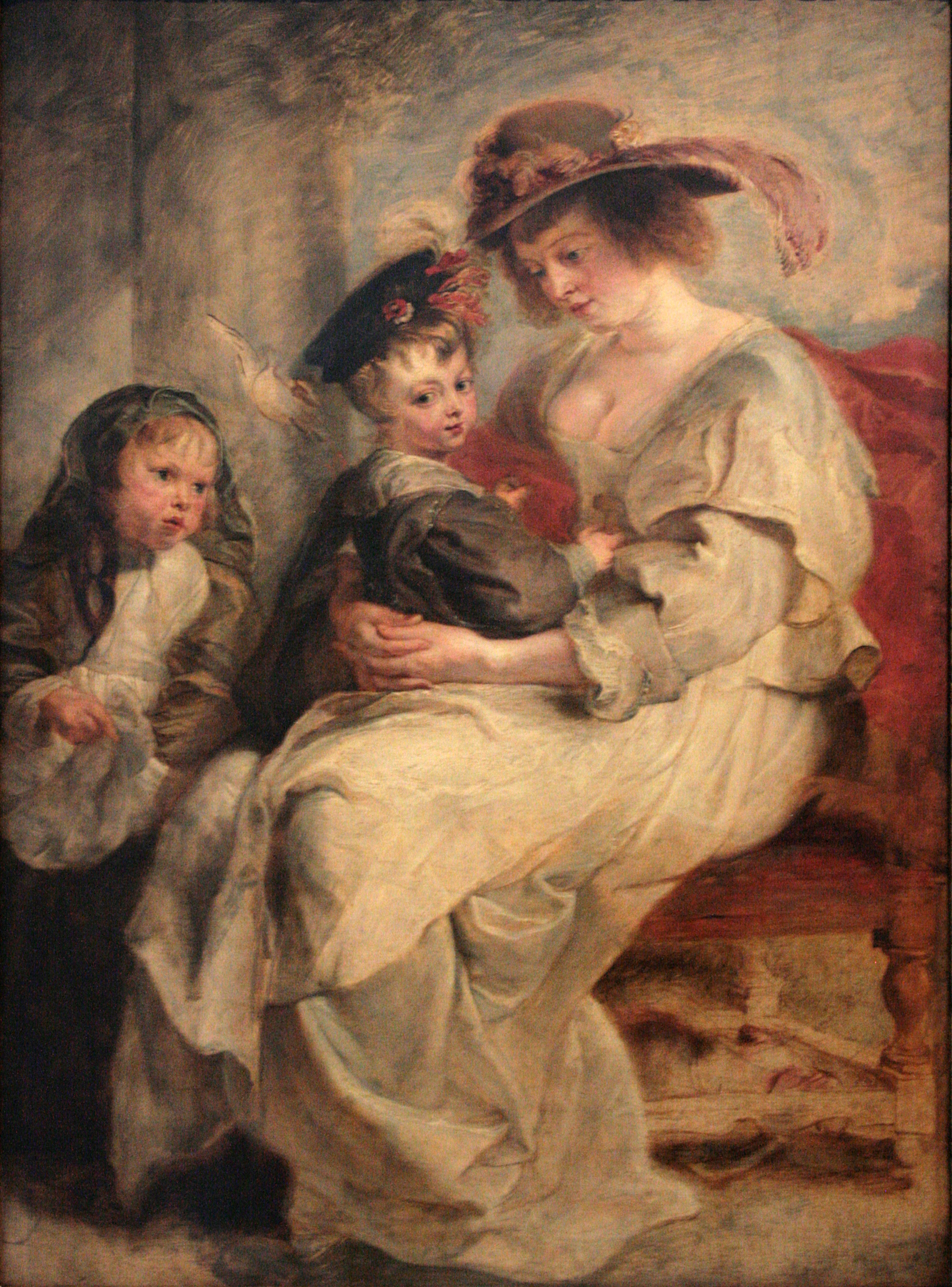
Musée du Louvre, Paris.

## Source de traduction
- (pt) Cet article est partiellement ou en totalité issu de l’article de Wikipédia en portugais intitulé « Retrato de Helena Fourment » (voir la liste des auteurs).